# Муньйо Нуньєс
Муньйо Нуньєс (помер 912) — граф Кастилії, сеньйор Амайї та Кастрохеріса. Брав участь у змові свого зятя Гарсії I проти короля Астурії Альфонса III Великого, в результаті якого останній зрікся престолу, а новим королем Леону став Гарсія.

## Життєпис
Одна з перших згадок про Муньйо Нуньєса належить до 882 року, коли той брав участь у новій хвилі колонізації, пов'язаної з будівництвом фортеці Кастрохеріс. 899 року він уже згадується як граф Кастилії.

## Родина
Дослідники вважають дружиною Муньйо Нуньєса дочку Родріго, першого графа Кастилії. В цьому шлюбі народились:
- Нуньйо Нуньєс (пом. після 914/915).
- Муніадонна Кастильська, одружена з Гарсією I, королем Леону; ймовірно, була одружена вдруге з Фернандо Ансуресом, графом Кастилії.